# Міша Менгельберг
Міша (Михайло Карлович) Менгельберг (нід. Misha Mengelberg, 5 червня 1935 Київ, Українська РСР — 3 березня 2017) — нідерландський джазовий піаніст і композитор. Лауреат Міжнародного конкурсу Гаудеамус (1961). Один з провідних європейських виконавців фрі-джазу.
Народився в Києві, в родині диригента Карела Менгельберг, племінника Віллема Менгельберг. Вивчав архітектуру, з 1958 по 1964 рік навчався в Королівській консерваторії Гааги (Нідерланди). У той же час став лауреатом джазового фестивалю в Loosdrecht. Його ранні роботи перебували під впливом таких музикантів як Телоніус Монк, Дюк Еллінгтон, Джон Кейдж.
Миша Менгельберг грав з багатьма відомими музикантами, серед яких Дерек Бейлі, Петер Брьотцман, Ерік Долфі, Еван Паркер, Ентоні Брекстон. У 1967 році разом з Виллемом Брекер і Ханом Беннінком склав кістяк авангардного ансамблю Instant Composers Pool.